# Viviann Gunnarsson
Viviann Elisabet Gunnarsson, född Axeberg 12 december 1944 i Enskede församling i Stockholm, är en svensk politiker (miljöpartist). Hon var miljö- och konsumentborgarråd i Stockholm 2002–2006.